# Почётный гражданин Москвы
Почётный гражданин города Москвы — почётное звание, присваиваемое Московской городской Думой гражданам Российской Федерации и других государств в целях признания выдающихся заслуг перед Москвой, поощрения личной деятельности, направленной на пользу города, обеспечения его благополучия и процветания. Звание учреждено в 1995 году.

## История звания
Жалованной грамотой городам 1785 года Екатерина II образовала в среде городских обывателей класс именитых граждан.
В 1832—1917 годах в Российской империи существовали категории сословий городских обывателей (Почётные граждане (сословие)):
- Потомственные почётные граждане города
- Личные почётные граждане города.

Звание «Почётный гражданин города Москвы» было установлено в 1866 году.
Звание присваивалось Московской городской думой за выдающийся вклад в развитие города и особые заслуги перед москвичами и утверждалось императором. Его присвоение не давало никаких особых прав и привилегий.
Список почётных потомственных граждан Москвы до отмены сословий, званий и чинов в 1917 году:
1. Князь Щербатов Александр Алексеевич (5 марта 1866 года) — «за его существенно полезную для столицы деятельность в должности Московского городского Головы».
2. Комиссаров Осип Иванович (26 апреля 1866 года) — «в знак глубочайшего уважения к имени соотечественника, спасшего драгоценнейшую жизнь Государя Императора Александра II при покушении на него члена московского народнического кружка „ишутинцев“ Дмитрия Каракозова».
3. Адмирал Фокс  Густавус Ваза (25 августа 1866 года) — «в ознаменование прибытия по приглашению городского общества в Москву депутации Северо-Американских Соединённых Штатов для принесения Государю Императору Александру II и всему русскому народу поздравления по случаю избавления от опасности, грозившей Его Величеству и в знак особенного уважения городского общества к господину посланнику Фоксу, возглавившему это посольство».
4. Князь Долгоруков, Владимир Андреевич (2 мая 1875 года) — «в связи с десятилетним пребыванием его в должности генерал-губернатора, а также за добрые отношения, благодаря которым Московское городское управление встречало всегда в князе Долгорукове постоянное содействие успехам городского хозяйства».
5. Пирогов Николай Иванович (12 мая 1881 года) — «в связи с пятидесятилетней трудовой деятельностью на поприще просвещения, науки и гражданственности».
6. Чичерин Борис Николаевич (12 сентября 1883 года) — «за труды его на пользу Московского городского общества в звании Московского городского Головы».
7. Третьяков Павел Михайлович (17 декабря 1896 года) — «за великую заслугу пред Москвою, которую он сделал средоточием художественного просвещения России, принесши в дар древней столице своё драгоценное собрание произведений русского искусства».
8. Бахрушин Александр Алексеевич (21 марта 1900 года) — «за создание целого ряда выдающихся по своему высокополезному значению благотворительных учреждений города Москвы».
9. Бахрушин  Василий Алексеевич (21 марта 1900 года) — «за многолетнюю благотворительную деятельность на пользу беднейшего населения города Москвы».
10. Князь Голицын Владимир Михайлович (29 ноября 1905 года) — «за заслуги в управлении городом в должности Московского городского Головы, а также за успехи в развитии общественного хозяйства и благотворительных учреждений».
11. Бьюкенен Джордж Уильям (12 мая 1916 года) — «в ознаменование дружеских симпатий к великой и славной Британской нации и в дань глубокого почтения к гостю, отдавшему все силы делу сближения русского и английского народов».
12. Тома Альбер (8 мая 1917 года) — «в знак выражения безграничного уважения к личности Альбера Тома и чувства живейшей симпатии и восторга перед героической Францией, союзницей и испытанным другом России».

- В. А. Долгоруков
- Н. И. Пирогов
- Б. Н. Чичерин
- П. М. Третьяков
- А. А. Бахрушин
- В. А. Бахрушин
- В. М. Голицын
- Д. У. Бьюкенен
- А. Тома

## Основания и процедура присвоения звания
Звание почётного гражданина Москвы воссоздано Законом города Москвы № 3-9 от 25 января 1995.
Кандидатуры на представление к званию почётного гражданина Москвы выдвигаются депутатами Московской городской думы или мэром Москвы. Решение принимается тайным голосованием большинством голосов от общего числа депутатов Московской городской думы.
Статья 9. Основаниями для присвоения звания «Почётный гражданин» являются:
- долговременная и устойчивая известность среди жителей города на почве эффективной благотворительной деятельности;
- совершение мужественных поступков во благо города;
- авторитет лица у жителей г. Москвы, обретённый длительной общественной, культурной, научной, политической, хозяйственной, а также иной деятельностью с выдающимися результатами для Российской Федерации и г. Москвы.

Иностранным гражданам настоящее звание может присваиваться по иным основаниям, в том числе, связанным с большой общественно-политической значимостью акта присвоения этого звания.
(Закон «О Почётном гражданине города Москвы»)
Не могут представляться к званию почётного гражданина Москвы:
- высшие государственные чиновники (категории А) — на протяжении работы по соответствующей должности и трёх лет после её окончания;
- лица, имеющие неснятую судимость.

Для присвоения звания почётного гражданина обязательно согласие кандидата. Не позднее чем за 2 месяца до обсуждения вопроса на заседании Думы, о нём должно быть сообщено в средствах массовой информации.

## Статус и права почётного гражданина
Звание почётного гражданина города Москвы присваивается пожизненно и не может быть отозвано. Почётные граждане приглашаются городской думой или мэром Москвы на мероприятия, посвящённые государственным праздникам, Дню города и другим важным событиям.
Присвоение звания почётного гражданина Москвы не влечёт за собой приобретения каких-либо дополнительных прав и обязанностей.

## Символы
Имена почётных граждан заносятся в Книгу «Почётные граждане города Москвы», хранящуюся в Московской городской думе. Записи в ней ведутся в хронологическом порядке, включая лиц, которым звание было присвоено в период 1866—1917 годов. (См. подробное описание книги Архивная копия от 10 января 2012 на Wayback Machine.)
Почётному гражданину Москвы вручаются:
- Грамота почётного гражданина города Москвы, представляющая собой прямоугольный лист размером 460×310 мм, украшенный орнаментом, выполненным в традициях русского стиля со включёнными в него окнами с изображением зданий, связанных с прошлым и настоящем города Москвы. Грамота представляет собой офорт, печатаемый и раскрашиваемый вручную. (См. более подробное описание грамоты Архивная копия от 9 января 2012 на Wayback Machine.)
- Знак почётного гражданина города Москвы, в форме десятиконечной звезды, образованной пучками расходящихся лучей. В центре помещается изображение Святого Георгия Победоносца, обрамленное полукруглой надписью «Почётный гражданин города Москвы». Размер между противоположными концами звезды — 68 мм. Знак носится в торжественных случаях, на груди, подвешиваемый на тёмно-красной ленте. Для повседневного ношения вручается уменьшенная копия Знака почётного гражданина Москвы размером 30 мм, носимая на левой стороне груди. (См. более подробное описание знака Архивная копия от 8 января 2012 на Wayback Machine). Дизайн знака разработан фирмой «Орёл и Ко» совместно с РОО "Академия русской символики «МАРС»[5][6].
- Удостоверение почётного гражданина города Москвы.

## Список почётных граждан Москвы
С 1995 года звание «Почётный гражданин Москвы» присвоено:
1. Краузе Геннадий Леонидович (3 сентября 1997 года) — «за выдающиеся заслуги в обеспечении перевозок грузов строительного комплекса города Москвы, существенный личный вклад в становление и развитие грузовой автомобильной отрасли столицы, большую общественную деятельность».
2. Свиридов Георгий Васильевич (3 сентября 1997 года) — «за выдающиеся заслуги перед столицей в развитии отечественной музыкальной культуры, возрождении традиций духовной музыки, самобытный вклад в создание ораторий, симфоний, хоров и вокальных произведений, большую общественную деятельность».
3. Уланова Галина Сергеевна (3 сентября 1997 года) — «за выдающиеся заслуги перед столицей в развитии отечественной и мировой хореографии, огромный личный вклад в создание блистательных сценических образов, художественное воспитание и профессиональную подготовку ведущих солистов балета Большого театра России, большую общественную деятельность».
4. Шумаков Валерий Иванович (3 сентября 1997 года) — «за выдающиеся заслуги перед столицей в развитии мировой и отечественной хирургии, огромный личный вклад в осуществление уникальных операций по пересадке жизненно важных внутренних органов человека и имплантации искусственного сердца, большую общественную и педагогическую деятельность».
5. Паристый Иван Леонтьевич (17 сентября 1997 года) — «за выдающиеся заслуги в организации работы Московской железной дороги, существенный личный вклад в строительство и восстановление исторического облика московских железнодорожных вокзалов, большую общественную деятельность».
6. Ридигер Алексей Михайлович (Алексий II) (13 сентября 2000 года) — «за заслуги перед столицей в возрождении храмов, отечественной культуры, многолетнюю благотворительную и попечительскую деятельность».
7. Пахмутова Александра Николаевна (13 сентября 2000 года) — «за неоценимый вклад в отечественную музыкальную культуру, создание любимых народом песен высокого гражданского и патриотического звучания, большую общественную и педагогическую деятельность».
8. Попков Виталий Иванович (13 сентября 2000 года) — «за выдающиеся личные боевые заслуги в достижении Победы в Великой Отечественной войне, большую общественную, военно-патриотическую деятельность».
9. Мильграм Леонид Исидорович (24 октября 2001 года) — «за заслуги перед городским сообществом в воспитании и обучении подрастающего поколения, многолетнюю творческую деятельность по развитию столичного и российского образования».
10. Копелев Владимир Ефимович (8 июня 2005 года) — «за выдающиеся заслуги перед городским сообществом в обеспечении москвичей современным комфортабельным жильём, многолетнюю работу по строительству жилых домов и объектов социально-бытового назначения в городе Москве, развитию отечественного индустриального панельного домостроения и за активную благотворительную деятельность».
11. Садовничий Виктор Антонович (23 января 2008 года) — «за заслуги и большой вклад в развитие российской высшей школы, многолетнюю деятельность, направленную на решение проблем в сфере образования, а также активную благотворительную деятельность».
12. Кобзон Иосиф Давыдович (31 марта 2009 года)[7] — «за заслуги и большой вклад в организацию и развитие отечественной культуры, многолетнюю деятельность, направленную на решение задач патриотического и культурного воспитания российского народа, а также активную благотворительную деятельность в городе Москве и других регионах РФ»[8].
13. Долгих Владимир Иванович (31 марта 2010 года)[9] — «за большой личный вклад в развитие экономического и индустриального потенциала Российской Федерации, в том числе города Москвы, многолетнюю активную общественную деятельность, направленную на решение социальных вопросов пенсионеров, участников Великой Отечественной войны, тружеников тыла, ветеранов Вооруженных Сил и правоохранительных органов.»
14. Слухай Иван Андреевич (30 ноября 2016 года) — «за многолетнюю общественную деятельность по социальной поддержке ветеранов Великой Отечественной войны и большой личный вклад в военно-патриотическое воспитание молодежи»[10].
15. Лановой Василий Семёнович (23 декабря 2020 года) — «за выдающийся вклад в развитие искусства театра и кино»[11].
16. Уткин Борис Павлович (25 января 2023 года) — «за заслуги в области военно-исторической науки и многолетнюю общественную деятельность по военно-патриотическому воспитанию граждан Российской Федерации, сохранению исторической памяти и противодействию фальсификации истории России»[12].
17. Кравцов Борис Васильевич (29 января 2025 года) — «за заслуги перед Отечеством, героизм и самоотверженность, проявленные при защите Родины, активную государственную, научную и общественную деятельность на благо России и столицы»[13].

- В. И. Шумаков
- Алексий II
- А. Н. Пахмутова
- В. А. Садовничий
- И. Д. Кобзон
- В. И. Долгих
- В. С. Лановой

## Дополнительные сведения
Довольно часто почётными гражданами Москвы называют лиц, не имевших этого звания (например, К. Т. Солдатенкова). Обычно эта ошибка происходит из-за непонимания разницы между званием почётного гражданина отдельного города и существовавшим до 1917 года сословием почётных граждан (личных и потомственных), между которыми нет ничего общего.
- Звание почётного гражданина Москвы стало единственной наградой, которую согласился принять основатель Третьяковской галереи П. М. Третьяков, подаривший её городу Москве. От дворянства, пожалованного ему императором Николаем II, Третьяков отказался.
- К присуждению звания почётного гражданина Москвы был представлен А. И. Солженицын[14], который, однако, отказался, объяснив это так: «Не осмелюсь, слишком мало я сделал для этого города»[14].
- На звание почётного гражданина Москвы выдвигались кандидатуры художника А. М. Шилова, актёра В. В. Тихонова, певицы А. Б. Пугачёвой, но они были отвергнуты в процессе обсуждения[14].
- В 2012 году комиссия Мосгордумы и столичного правительства отказалась присваивать звание бывшему мэру Москвы, возглавлявшему город 18 лет, Юрию Лужкову. Действующий на тот момент председатель комиссии, председатель МГД Владимир Платонов заявил, что «В данном случае, не прошло трех лет с момента освобождения от должности категории А». Интересно, что норма о том, что бывшим первым лицам города (депутатам Мосгордумы, членам правительства и мэру столицы) не может быть присвоено звание почетного гражданина Москвы до истечения трёх лет с момента отставки, ещё в 1995 году утвердил сам Юрий Лужков[15].